# 2161 Grissom
A 2161 Grissom (ideiglenes jelöléssel 1963 UD) a Naprendszer kisbolygóövében található aszteroida. Indianai Egyetem fedezte fel 1963. október 17-én.